# Endla (Saaremaa)
Endla is een plaats in de Estlandse gemeente Saaremaa, provincie Saaremaa. De plaats heeft de status van dorp (Estisch: küla).
Tot in december 2014 behoorde Endla tot de gemeente Kaarma, tot in oktober 2017 tot de gemeente Lääne-Saare en sindsdien tot de fusiegemeente Saaremaa.

## Bevolking
Het dorp had 27 inwoners op 31 december 2011 en 30 inwoners op 31 december 2021.

## Geschiedenis
Endla ligt op het terrein van het vroegere landgoed van Elme (Duits: Magnushof). Magnus van Lijfland, bisschop van het Prinsbisdom Ösel-Wiek, verkocht in 1560 het zuidelijk deel van het landgoed van Meedla, eigendom van het diocees, aan Lukas Toll. Het noordelijk deel, het landgoed van Elme, hield hij zelf en verviel in 1572 aan de Deense staat. De Duitse naam Magnushof gaat terug op bisschop Magnus.
In 1645 kwam het eiland Saaremaa bij Zweden en in 1721 bij het Keizerrijk Rusland. In 1798 gaf tsaar Paul I het landgoed Elme aan de Ridderschap van Ösel (Saaremaa). Het bleef van de Ridderschap tot het in 1919 door het onafhankelijk geworden Estland werd onteigend.
De ruïnes van het landhuis van Elme, gebouwd in de 19e eeuw, liggen op het grondgebied van het dorp Endla. Endla ontstond pas in de jaren twintig van de 20e eeuw.
Tussen 1977 en 1997 hoorde het buurdorp Kungla (in 2017 omgedoopt in Kaarma-Kungla) bij Endla.